# Gianmarco Mazzi
Gianmarco Mazzi (Verona, 1º luglio 1960) è un dirigente d'azienda, produttore televisivo, autore televisivo e politico italiano, dal 2 novembre 2022 sottosegretario di Stato al Ministero della cultura nel governo Meloni.

## Biografia
Frequenta studi classici, laureandosi poi in giurisprudenza all'Università di Verona con una tesi di diritto amministrativo dal titolo L'intervento pubblico nel campo dello spettacolo fra promozione culturale e mercato.
Nel 1981 prende parte al "1º Corso di Direzione per Società Sportive", organizzato dalla Federazione Italiana Giuoco Calcio presso il Centro di Coverciano.
Nel 1981, a fianco di Mogol e Gianni Morandi, avvia il progetto di solidarietà della "Nazionale Italiana Cantanti" che gli consente di conoscere e frequentare proficuamente il mondo del volontariato italiano e internazionale; la Nazionale Cantanti in 37 anni di attività ha raccolto e devoluto per fini umanitari oltre cinquanta milioni di euro. Nel 1984 inizia a dedicarsi ad attività culturali e manageriali nel mondo della televisione e dell’entertainment.
Negli anni 1986/87 segue, a fianco di Caterina Caselli, l'iniziativa discografica per giovani talenti, denominata “Espressione Musica” che consentirà la “scoperta” di importanti artisti come Francesco Baccini. Sempre nel 1987 collabora con i Pooh e nel 1988 partecipa al progetto Dalla-Morandi. Dal 1988 al 1999 è il manager di Francesco Baccini con il quale ha una società (la Cartoons srl) e lavorano insieme per 10 anni.
Nel 1992 promuove a Los Angeles l'incontro tra Gianni Morandi, Eros Ramazzotti e Michael Jackson; nello stesso anno, con la Nazionale Cantanti, organizza a Roma "La Partita del Cuore" che porterà allo Stadio Olimpico oltre 85.000 persone per un ascolto televisivo di 6 milioni di spettatori; da allora questo evento rappresenta un appuntamento fisso di Raiuno.
Dal 1992 cura l'attività artistica e televisiva di Adriano Celentano, per il quale nel 2012 organizza due serate evento in diretta dall'Arena di Verona, seguite in TV da oltre 9 milioni di telespettatori. Nel 1994 partecipa all'ideazione e realizzazione delle sedici puntate della trasmissione televisiva "Rock Cafè".
Dal 1995 al 1997 ricopre l'incarico di "Direttore della comunicazione" per la CGD del gruppo multinazionale Time Warner.
Nel 1997 partecipa alla realizzazione dell'album discografico "Mina Celentano".
Nel 1999, sempre in collaborazione con il Clan ed Adriano Celentano, realizza la trasmissione televisiva "Francamente me ne infischio" (vincitrice della "Rosa d'oro" al Festival Internazionale di Montreux).
Nel 2000 con la Nazionale Cantanti organizza all’Olimpico di Roma la "Partita del Cuore per la pace" alla presenza del Presidente della Repubblica Carlo Azeglio Ciampi, di Shimon Peres, di Yasser Arafat e di autorevoli esponenti dello sport e dello spettacolo quali Pelé, Michael Schumacher e Sean Connery.
Nella primavera del 2001 cura la realizzazione della nuova trasmissione di Celentano "125 milioni di ca...te" (a cui seguirà nel 2005 "RockPolitik") e la mini-serie "De Gasperi".
Ad aprile 2003 si reca a Baghdad per portare aiuti umanitari insieme alla Croce Rossa Italiana, a Gianni Morandi e a Luca Barbarossa; per questa iniziativa la delegazione riceverà un prestigioso riconoscimento dei Nobel per la Pace, il "Manforpeace Award", consegnato il 28 novembre 2003 in Campidoglio a Roma dal Dalai Lama e da Mikhail Gorbaciov.
A luglio 2003 affianca il Direttore Generale della Rai per l'organizzazione del Festival di Sanremo.
Nel 2004 svolge attività di consulente per il Ministero delle Comunicazioni.
Il 30 luglio 2004 viene incaricato della direzione del Festival di Sanremo a fianco di Paolo Bonolis, incarico che ricopre nel 2006 a fianco di Giorgio Panariello, nel 2009 nuovamente a fianco di Paolo Bonolis e nelle edizioni 2010, condotta da Antonella Clerici e 2011/2012, condotte da Gianni Morandi, per un totale di sei direzioni. L'edizione del 2011 è dedicata al 150º anniversario dell'Unità d'Italia con una serata evento organizzata in collaborazione con la Presidenza della Repubblica.
Nel 2007 collabora con Riccardo Cocciante per il quale promuove l’opera musicale "Giulietta e Romeo" che il 1º giugno, debutta trionfalmente all'Arena di Verona con dieci rappresentazioni e oltre 100.000 spettatori.
Dal 2009 al 2013 realizza, per Rai 1 prima e per Canale 5 poi, lo spettacolo del "1º giugno", dedicato integralmente all'opera lirica.
Sempre all'Arena di Verona realizza due grandi eventi, il già ricordato ritorno live di Adriano Celentano con due concerti nel 2012 e nel 2013 due serate con Gianni Morandi.
Il 22 giugno 2014 e il 4 dicembre 2015 realizza per Raiuno due eventi di Dario Fo, il primo dedicato a San Francesco, il secondo a Maria Callas con la partecipazione di Paola Cortellesi.
La collaborazione con Dario Fo dura fino alla scomparsa dell'attore; nel 2016/2017, insieme al figlio Jacopo, lavora alla realizzazione di una serie intitolata "Dario Fo e Franca Rame, la nostra storia", un affresco lungo quasi un secolo sulla storia del teatro e della società italiana attraverso i lavori e la biografia del Premio Nobel e della sua compagna d’arte e di vita.
Tra il 2013 e il 2014 produce artisticamente il talent show di Raidue "The Voice".
Il 30 aprile 2015 viene scelto per organizzare in mondovisione l'opening di Expo 2015, da Piazza del Duomo a Milano, con la partecipazione di Andrea Bocelli, Lang Lang e l'Orchestra della Scala.
Nel 2016 organizza una serie di spettacoli televisivi di grande successo con Zucchero Fornaciari, Mogol e Massimo Giletti.
Il 1º luglio 2017 realizza il progetto televisivo "La notte di Vasco" in occasione del concerto da 230.000 persone a Modena Park, ottenendo uno share del 36% per la diretta su Rai 1. Nell'autunno dello stesso anno lancia il progetto "Sanremo Young".
Inoltre ricopre il ruolo di amministratore delegato della società Arena di Verona.

### Attività politica
Alle elezioni politiche anticipate del 2022 viene candidato alla Camera dei deputati, come capolista di Fratelli d'Italia nel collegio plurinominale Veneto 2 - 01, risultando eletto deputato. Nella XIX legislatura è membro della 7ª Commissione Cultura, scienza e istruzione, venendo sostituito per l'incarico di governo che occupa da Grazia Di Maggio.
Con la vittoria della coalizione di centro-destra alle politiche del 2022 e la seguente nascita del governo presieduto da Giorgia Meloni, il 31 ottobre 2022 viene indicato dal Consiglio dei Ministri come sottosegretario di Stato al Ministero della Cultura nel governo Meloni, entrando in carica dal 2 novembre e affiancando il ministro Gennaro Sangiuliano prima e Alessandro Giuli poi. Ha sostenuto di rappresentare una parte politica ed essere difensore dei valori tradizionali e di voler cambiare i vertici della Rai, precisando che "quando una forza politica che è anche espressione di un'area culturale arriva al governo del Paese per volontà dei cittadini può esprimere dei propri dirigenti che proseguano un cammino facendo una loro proposta. La trovo la cosa più naturale del mondo".

## Vita privata
Il 14 aprile 2012 ha sposato Evelina Smarrito.